# Tommy Steele
Pour les articles homonymes, voir Steele.
Thomas William Hicks dit Tommy Steele est un chanteur de rock et acteur britannique, né le 17 décembre 1936 à Londres, dans le quartier de Bermondsey (borough de Southwark). Il fut l'une des premières vedettes du rock 'n' roll au Royaume-Uni avec Marty Wilde, Adam Faith et surtout Cliff Richard.

## Biographie

### Débuts
Tommy Steele se produit tout jeune comme musicien de skiffle tout en exerçant différents métiers. Il est embauché dans la marine marchande à l'âge de 16 ans, lie amitié avec un collègue marin qui lui enseigne les rudiments de la guitare, et c'est vers 1955 lors d'une escale aux États-Unis, dans le port de Norfolk (Virginie), qu'il aurait découvert Buddy Holly et contracté une passion pour le rock 'n' roll.
De retour à Londres, dispensé du service militaire pour cause de cardiomyopathie, il chante dans des lieux comme le fameux 2i's Coffee Bar de Soho où il fait connaître les premiers classiques du rock américain, et obtient un contrat avec Decca Records.

### La première star rock de Grande-Bretagne
En référence à son grand-père norvégien Thomas Stil-Hicks, il choisit pour nom de scène Tommy Steele, en adaptant la graphie du premier patronyme à la prononciation anglaise, et s'entoure d'un groupe appelé The Steelmen.
Son premier simple Rock With the Caveman est un succès, qui entre dans les Charts le 26 octobre 1956 et monte jusqu'en n° 13. Tommy Steele accède peu après à la gloire avec Singing the Blues, une chanson américaine que venait d'enregistrer aux États-Unis Guy Mitchell. Elle est immédiatement reprise par Marty Robbins et Tommy Steele. Ce dernier la fait entrer au classement britannique le 14 décembre 1956 et ne tarde pas à la porter à la 1re place. Elle connaitra plusieurs versions ultérieures.
Un film est hâtivement tourné pour célébrer le « Elvis britannique », The Tommy Steele Story (en France, L'Histoire de Tommy Steele), qui sort au Royaume-Uni en juin 1957 et impose l'image d'un rocker bon garçon, souriant et rassurant. En même temps, la bande originale est distribuée sous forme d'un album 14 titres qui se classe n° 1.

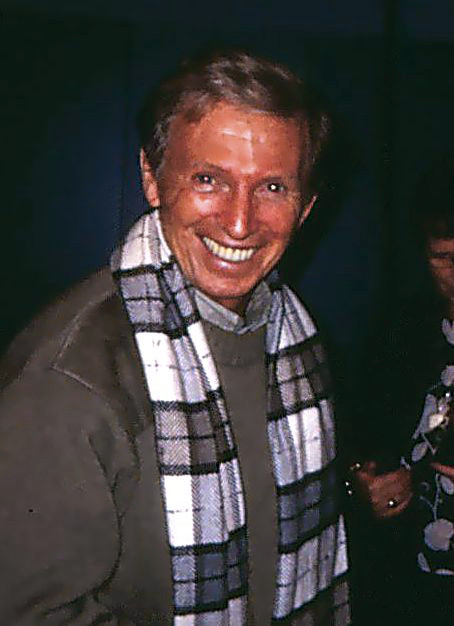
Tommy Steele, en novembre 1999.

Les années suivantes, Steele va tourner plusieurs autres films (notamment des comédies musicales), tout en enchaînant les succès discographiques jusqu'en 1961. Il glisse toutefois peu à peu dans un style de variété pop resté fortement tributaire des modèles américains, tandis que des artistes comme Cliff Richard et les Shadows, Johnny Kidd & the Pirates ou Marty Wilde tendent à l'éclipser sur le créneau du rock pur en proposant des styles plus modernes et inventifs ainsi que plus proprement britanniques.
Il épouse en juin 1960 Ann Donague à l'église catholique Saint-Patrick de Soho Square, Londres. Ils ont eu une fille, Emma.
Tommy Steele a été décoré en 1979 officier de l'Ordre de l'Empire britannique.
Il reste un artiste et animateur populaire qui continue à se produire en scène. En 2008, âgé de 71 ans, il assure durant toute une tournée au Royaume-Uni le rôle central de la version théâtrale de L'Extravagant Docteur Dolittle.

### Écrivain et sculpteur
Tommy Steele a écrit le livre Quincy – A Story for Children, un conte de Noël publié en octobre 1981. Il est également l'auteur du roman historique, The Final Run (1983), où il imagine que son grand-père, sélectionné pour être un sosie de Winston Churchill, a contribué à la réussite de l'évacuation de Dunkerque au printemps 1940. Il a aussi écrit un livre de souvenirs, Bermondsey Boy: Memories of a Forgotten World, relatant ses années de formation.
Il est également sculpteur, son œuvre la plus connue étant probablement Eleanor Rigby (statue) (en), statue installée à Liverpool, en hommage à Eleanor Rigby, chanson éponyme des Beatles.

## Discographie partielle

### Singles
Avec les Steelmen
- Rock With the Caveman / Rock Around the Town - Singles Chart (Royaume-Uni) n° 13 (Decca 1956)
- Doomsday Rock / Elevator Rock - (Decca 1956)
- Singing the Blues / Rebel Rock - Royaume-Uni n° 1 (Decca 1956)
- Knee Deep in the Blues / Teenage Party - Royaume-Uni n° 15 (Decca 1957)
- Butterfingers / Cannibal Pot  - Royaume-Uni n° 8 (Decca 1957)
- Water, Water / A Handful of Songs - Royaume-Uni n° 5 (Decca 1957) avec des paroles partiellement basées sur The Rime of the Ancient Mariner
- Shiralee / Grandad’s Rock -  Royaume-Uni n° 11 (Decca 1957)
- Hey You! / Plant a Kiss - Royaume-Uni n° 28 (Decca 1957)
- Happy Guitar / Princess - Royaume-Uni n° 20 (Decca 1958)
- Nairobi / Neon Sign - Royaume-Uni n° 3 (Decca 1958)
- The Only Man on the Island / I Puts the Lightie On - Royaume-Uni n° 16 (Decca 1958)

## Filmographie
- 1957 : Kill Me Tomorrow de Terence Fisher : lui-même
- 1957 : L'Histoire de Tommy Steele : lui-même
- 1964 : It's all Happening de Don Sharp  : Billy Bowles
- 1967 : Half a Sixpence de George Sidney : Arthur ("Artie") Kipps
- 1968 : La Vallée du bonheur : Og